# Ada Borkenhagen
Ada Borkenhagen (geboren 1966 in Herzberg am Harz) ist eine deutsche Psychologin, Psychoanalytikerin und Lehranalytikerin. Als Professorin an der medizinischen Fakultät der Universität Magdeburg ist sie Spezialistin für körperoptimierende Verfahren einerseits und Störungen von Identität und Persönlichkeit andererseits.

## Beruflicher Werdegang
Nach dem Erwerb der Hochschulreife studierte Borkenhagen Psychologie, von 1987 bis 1994 an der Freien Universität Berlin (FUB) und von 1991 bis 1993 an der Universität Paris VIII. Von 1994 bis zum Jahr 2000 war sie als wissenschaftliche Mitarbeiterin an der Abteilung für Psychosomatik und der Abteilung für Gynäkologie und Geburtshilfe der Charité tätig. Während dieser Zeit promovierte sie 1998 an der FUB mit einer Dissertation über Phänomene von Dissoziationstendenzen in der Körper-Selbst-Repräsentanz bei Patientinnen mit Anorexia nervosa und Patientinnen, die sich einer künstlichen Befruchtung unterzogen hatten. Parallel absolvierte sie eine psychoanalytische Weiterbildung. Im Jahr 1999 erhielt sie die Approbation zur Psychologischen Psychotherapeutin. Seit dem Jahr 2000 ist sie als Psychoanalytikerin in freier Praxis tätig, daneben beteiligt sie sich als Dozentin und Supervisorin an der psychoanalytischen Weiterbildung u. a. an einem Berliner Ausbildungsinstitut.
Zwischen 2002 und 2005 leitete Borkenhagen ein vom Bundesministerium für Bildung und Forschung gefördertes Projekt an der Charité über Einstellungen und Wissen zu kontroversen medizinischen und ethischen Fragen der Reproduktionsmedizin und der Präimplantationsdiagnostik. Danach war sie wissenschaftliche Assistentin am Fertility Center Berlin. 2009 wurde sie an der medizinischen Fakultät der Universität Leipzig im Fach Medizinpsychologie und Psychotherapie habilitiert. Danach hatte sie für ein Jahr zwischen Oktober 2009 und Ende September 2010 eine Dorothea-Erxleben-Gastprofessur an der Universität Magdeburg, von 2011 bis 2015 eine Privatdozentur an der medizinischen Fakultät der Universität Leipzig und hat seit 2015 eine ebensolche an der medizinischen Fakultät der Universität Magdeburg, wo es 2015 zu einer Umhabilitation für das Fachgebiet Psychotherapie und experimentelle Psychosomatik kam.
Ada Borkenhagen ist Leiterin des Weiterbildungsausschusses am Institut für Psychoanalyse in Magdeburg und im Rahmen der Richtlinienpsychotherapie Gutachterin für tiefenpsychologisch-fundierte und analytische Psychotherapie bei der Kassenärztlichen Bundesvereinigung (KBV).

## Berufliches Schaffen
Den Fokus ihres wissenschaftlichen Schaffens hat Borkenhagen auf die klinischen und subklinischen Störungen des Körpererlebens gelegt, sie befasst sich mit Körperdysmorphophobie und mit den psychischen Aspekten der ästhetischen Chirurgie und der Reproduktionsmedizin. In diesen Zusammenhängen hat sie sich spezialisiert auf Schönheitschirurgie und die Mechanismen ihrer innerseelischen Verarbeitung und auf Dissoziative Identitätsstörungen. Sie befasst sich mit Geschlechtsidentität, mit Geschlechtsidentitätsstörungen und mit Persönlichkeitsstörungen. Basis ihrer wissenschaftlichen Arbeit ist das Thema Weiblichkeit.
Seit 1998 leitete Borkenhagen verschiedene Forschungsprojekte, die von unterschiedlichen Trägern gefördert wurden, zum Teil auf internationalen Symposien zur Diskussion gestellt und in fachspezifischen wissenschaftlichen Zeitschriften publiziert wurden.
Ihre Antrittsvorlesung hielt Borkenhagen unter dem Titel Kosmetische Genitalchirurgie und weibliche Intimmodifikationen – Empirische Befunde und theoretische Einordnung eines vielgestaltigen Phänomens im März 2010. In seiner Einladung machte der Veranstalter auf die neuen Trends aufmerksam:

„Die Optimierung und Modifikation des Körpers sind zu Leittrends der letzten Jahre geworden. Im Zuge dieses Trends wurde auch der weibliche Genitalbereich als ‚neues‘ Feld kosmetischer Chirurgie entdeckt. Renommierte Fachjournale zeigen sich alarmiert von diesem Trend und werfen die Frage nach der ethischen Legitimation dieser Eingriffe auf.“

Die Medienredaktion der Universität Leipzig befasste sich mit den Veröffentlichungen von Borkenhagen, insbesondere jenen, die gemeinsam mit Elmar Brähler herausgegeben wurden, in drei Pressemitteilungen: im Jahr 2008 unter dem Titel Körperhaarentfernung bei immer mehr jungen Erwachsenen im Trend, 2012 wurde Von Männergesundheit bis Wunschmedizin getitelt und 2017 hieß es Schönheitstrend: Tattoos und Körperhaarentfernungen werden bei den Deutschen immer beliebter.
Neben laufenden Forschungsprojekten ist Ada Borkenhagen hauptberuflich in freier Niederlassung als Psychoanalytikerin in ihrer analytischen Praxis in Berlin tätig.

## Mitgliedschaften
- Deutsche Psychoanalytische Gesellschaft (DPG)
- Internationale Psychoanalytische Vereinigung (IPV)

## Schriften (Auswahl)
Ausführliche Publikationsliste auf der Seite der Universität Magdeburg.
- Dissoziationen des Körpers. Eine Untersuchung der psychischen Repräsentanz des Körpers magersüchtiger Patientinnen und von Frauen, die sich einer künstlichen Befruchtung unterziehen (= Forschung psychosozial). Psychosozial-Verlag, Gießen 2000, ISBN 3-89806-012-8 (Dissertation 1998).
- Gemachte Körper. Die Inszenierung des modernen Selbst mit dem Skalpell. Aspekte zur Schönheitschirurgie. In: Psychologie & Gesellschaftskritik. Band 25, 2001, S. 55–67 (ovgu.de [PDF; 330 kB]).
- Pygmalions Töchter. Weibliche Selbstinszenierung mittels Schönheitschirurgie. Eine Studie mit dem Digitalen Körperfoto-Test und qualitativen Interviewsequenzen an Brustreduktionspatientinnen. In: Psychosozial. Band 26, 2003, S. 45–53 (ovgu.de [PDF; 418 kB]).
- Mit Elmar Brähler: Intimmodifikationen. Spielarten und ihre psychosozialen Bedeutungen (= Beiträge zur Sexualforschung. Band 95). Psychosozial-Verlag, Gießen 2010, ISBN 978-3-8379-2058-1.
- Homo plasticus. Psychosoziale Aspekte schönheitschirurgischen Enhancements. In: Mit Eva Brinkschulte, Elmar Brähler (Hrsg.): Psychosozial. Band 36, Nr. 132, 2013.
- Mit Aglaja Stirn, Elmar Brähler (Hrsg.): Body modification. Manual für Ärzte, Psychologen und Berater. Tattoo, Piercing, Botox, Filler, ästhetische Chirurgie, Intimchirurgie, Genitalchirurgie, Implantate, Amputation, Bodybuilding, ästhetische Zahnheilkunde. Medizinisch Wissenschaftliche Verlagsgesellschaft, Berlin 2014, ISBN 978-3-941468-88-7.
- Mit Elmar Brähler (Hrsg.): Wer liebt, der straft? SM- und BDSM-Erotik zwischen Pathologisierung und Anerkennung (= Beiträge zur Sexualforschung. Band 105). Psychosozial-Verlag, Gießen 2016, ISBN 978-3-8379-2574-6.
- Mit Eva Brinkschulte, Jörg Frommer, Elmar Brähler (Hrsg.): Schönheitsmedizin. Kulturgeschichtliche, ethische und medizinpsychologische Perspektiven. Psychosozial-Verlag, Gießen 2016, ISBN 978-3-8379-2199-1.
- Mit Elmar Brähler: Schamlos. Der Trend zur Entfernung der Intimbehaarung in Zeiten medialer „Schamlosigkeit“. In: Sozialmagazin. Band 42, Nr. 1–2, 2017, S. 84–89.
- »Devote Dominanz« als postmodernes Liebesmodell? In: Parfen Laszig, Lily Gramatikov (Hrsg.): Lust und Laster. Was uns Filme über das sexuelle Begehren sagen. Springer, Berlin 2017, ISBN 978-3-662-53714-5, S. 499–507.
- Optimierte Weiblichkeit als kollektive Todesabwehr. Die Inszenierung ewiger Jugend mittels Schönheitsmedizin. In: Beate Unruh, Ingrid Moeslein-Teising, Susanne Walz-Pawlita (Hrsg.): Rebellion gegen die Endlichkeit. Psychosozial-Verlag, Gießen 2018, ISBN 978-3-8379-2779-5, S. 140–156.
- Fighting Death with Aesthetic Medicine. The Rise of Minimally Invasive Procedures in Times of Self-Optimisation. In: Vera King, Benigna Gerisch, Hartmut Rosa (Hrsg.): Lost in Perfection. Impacts of Optimisation on Culture and Psyche. Routledge, London 2018, ISBN 978-1-138-89436-5, S. 146–152 (englisch).
- Psychosoziale Aspekte der kosmetischen Intimchirurgie des weiblichen Genitales. In: Ursula Mirastschijski, Eugenia Remmel (Hrsg.): Intimchirurgie. Springer, Berlin 2019, ISBN 978-3-662-57391-4, S. 43–47.
- Mit Sabine Dost, Iris Lauenburg (Hrsg.): Einblicke in die kinderanalytische Arbeit. Behandlungskonzepte und Falldarstellungen. Psychosozial-Verlag, Gießen 2019, ISBN 978-3-8379-2835-8.
- Mit Almut Dorn: Stellenwert psychotherapeutischer Betreuung im Rahmen der Subfertilitätsbehandlung. In: Gynäkologische Endokrinologie. Band 18, 2020, S. 148–154, doi:10.1007/s10304-020-00323-0.
- Bin ich schön genug? Schönheitswahn und Body Modification. Schattauer, Stuttgart 2025, ISBN 978-3-608-40078-6.